# Diego Ioverno
Diego Ioverno é um engenheiro automotivo italiano que atualmente é o diretor esportivo da equipe de Fórmula 1 da Ferrari.

## Carreira
Ioverno formou-se com louvor em engenharia mecânica pela Universidade de Bolonha em 2000. Ele ingressou na Scuderia Ferrari nesse mesmo ano, passando a trabalhar no departamento de pesquisa e desenvolvimento e depois passando a gerenciar a área técnica de montagem de caixas de câmbio, liderando o departamento de montagem de caixas de câmbio durante o período dominante da equipe no início dos anos 2000.
Em 2009, ele também agregou às suas responsabilidades a montagem de chassis e a operação de chassis e caixa de câmbio em pista. Ele se tornou chefe de montagem de carros em 2008, onde foi responsável pela construção do carro durante todos os testes e sessões de Fórmula 1. Ioverno recebeu a função adicional de chefe de operações de corrida em 2010, onde também liderou as operações de garagem da equipe e fez a ligação com mecânicos e técnicos e foi responsável pela otimização dos pit stops.
Após a saída de Massimo Rivola no final de 2015, Ioverno tornou-se gerente de equipe e esportivo, associando sua função anterior à representação da Ferrari em discussões com a Federação Internacional de Automobilismo (FIA) e o Grupo de Trabalho Esportivo, mantendo-a nessas funções até ao final de 2017. Ele deixou a equipe de pista e se mudou para uma função na fábrica em 2018, se tornando responsável pela operação de veículos, apoiando assim a equipe a partir de casa, mas recebeu um convite para retornar à pista em 2021 como engenheiro-chefe de operações de veículos.
Em 27 de julho de 2023, a Ferrari confirmou a saída de Laurent Mekies e anunciou Ioverno como seu novo diretor esportivo a partir do Grande Prêmio da Bélgica, reportando diretamente ao chefe da equipe, Frédéric Vasseur, sendo responsável por todos os assuntos esportivos, incluindo a tarefa de manter as relações esportivas com a FIA.